# Abadã
Abadã (em persa: آبادان; romaniz.: Ābādān) é uma cidade do Irão localizada na província do Cuzistão. Encontra-se na ilha de Abadã, sendo delimitada a oeste pelo Rio Arvande e ao leste pelo Rio Karun, próxima da fronteira com o Iraque. A população civil da cidade caiu para perto de zero durante os oito anos da Guerra Irã-Iraque. Em 1992, apenas 84 774 haviam retornado à cidade. Em 2001, a população saltou para 206.073, e foi à 217.988 de acordo com o censo de 2006. A Refinaria de Abadã, construída em 1912, é uma das maiores do mundo.

## Etimologia
Segundo alguns, Abadã deve o seu nome a Abade ibne Huceine, um membro da tribo árabe dos tamimitas que estabeleceu uma guarnição lá durante o governo de Alhajaje ibne Iúçufe no período omíada, século VIII. Alguns etimologistas, contudo, acreditam que o nome origina-se da palavra Persa ab (água) conjuntamente com o étimo pā (sentinela), significando, por isso, "Vigilância costeira". Suportando esta tese temos a referência ao nome "Apana" com que Ptolemeu designa uma ilha na boca do rio Tigre. O geógrafo Marciano também faz referência a "Apadana" nos seus escritos (ver Geographia Marciani Heracleotae, ed. David Hoeschel, Augsburg 1600 p48).

## História
Acredita-se que Abadã se tenha desenvolvido originalmente como cidade portuária, mas só passou a ter realmente importância no século XX com a descoberta de ricos campos petrolíferos na região. Em 1910, a população era de cerca de 400 habitantes. A Anglo-Persian Oil Company começou a construir a sua primeira refinaria de petróleo em Abadã, em 1909, completando-a em 1913. Em 1938, era a maior do mundo. Até hoje mantém-se como uma importante infraestrutura de refinação, cuja importância se nota, por exemplo, no fato de constar no verso das notas de banco de 100 rial, impressas em 1965 e de 1971 a 1973.
A 19 de agosto de 1978, o Cinema Rex, um cine-teatro em Abadã foi vítima do Incêndio no Cinema Rex, provocando mais de 400 mortos. As circunstâncias do incêndio não foram, até hoje, completamente esclarecidas. Alguns acreditam na tese dos islamitas que tomaram o poder em 1979  que foi o governo do xá Maomé Reza Pálavi e da temível SAVAK mandou incendiar propositadamente o teatro, de modo a eliminar vários dissidentes que se encontravam no seu interior. Este incidente provocou um protesto em massa contra o governo de Pálavi, que seria deposto seis meses depois pelos fundamentalistas islâmicos e seus apoiantes (ver Revolução Iraniana). Outros acusam o próprio Ali Khamenei da responsabilidade desta tragédia.
Em Setembro de 1980, Abadã foi quase totalmente invadida durante um ataque surpresa no Cuzestão por parte do Iraque - evento que marcou o início da Guerra Irão-Iraque. Por 18 meses, Abadã encontrou-se cercada mas nunca chegou a ser capturada pelas forças iraquianas. Grande parte da cidade, incluindo a refinaria de petróleo foi gravemente danificada ou destruída pelo cerco e pelos bombardeamentos. Antes da Guerra, a população civil da cidade era cerca de 300 000 que procurou, entretanto, refúgio noutros locais do Irão. Esta população caiu para perto de zero durante os oito anos da Guerra Irã-Iraque. Em 1992, apenas 84.774 pessoas voltaram a viver na cidade. Em 2001, a população saltou para 206.073 e posteriormente para 217.988,  de acordo com o censo de 2006.
Depois da Guerra, a grande preocupação centrava-se na reconstrução da refinaria de petróleo. Em 1993, a refinaria voltou a operar de forma limitada, e em 1997 conseguia recuperar de novo os níveis  de produção de antes da Guerra.

## Locais de interesse
O Instituto de Tecnologia de Abadã estabeleceu-se em Abadã em 1939. A escola especializou-se em engenharia e química do petróleo, tendo como principal função preparar os quadros da refinaria da cidade. O nome da escola tem sido modificado por diversas vezes, mas a partir de 1989 tem sido considerado um campus subsidiário da Universidade de Tecnologia do Petróleo, com sede em Teerã [carece de fontes?]
A cidade é servida por um aeroporto internacional.